# Reacciones ante los ataques del 11 de septiembre

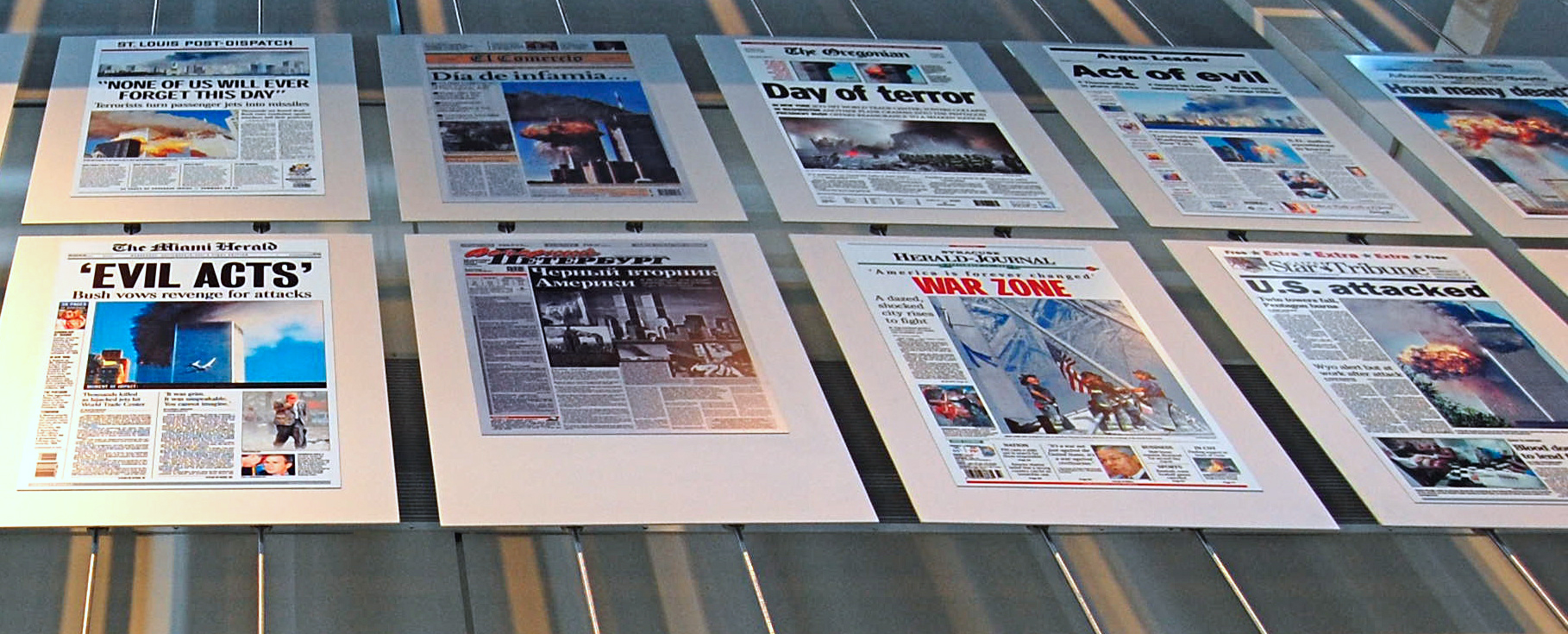
Un panel del museo que muestra los titulares el 12 de septiembre en América y alrededor del mundo. La mayoría de las imágenes en los titulares son imágenes del vuelo 175 de United Airlines que golpea la Torre Sur.

Las reacciones a los atentados del 11 de septiembre incluyeron la condena de líderes mundiales, otros representantes políticos y religiosos y los medios de comunicación internacionales, así como numerosos monumentos conmemorativos y servicios en todo el mundo. Los ataques fueron ampliamente condenados por los gobiernos del mundo, incluidos los tradicionalmente considerados hostiles a Estados Unidos, como Cuba, Irán, Libia y Corea del Norte. Sin embargo, en algunos casos también se informaron las celebraciones de los ataques, y algunos grupos e individuos acusaron a los Estados Unidos de aplicar los ataques contra sí mismos.
[cita requerida]
Muchos países introdujeron legislación antiterrorista y congelaron las cuentas bancarias de empresas e individuos que sospechaban tener conexiones con al-Qaeda y su líder Osama bin Laden, los acusados de los ataques.

## Estados Unidos
Inmediatamente después de los ataques, el gobierno de Bush declaró la guerra contra el terrorismo, con los objetivos declarados de llevar a Osama bin Laden y al-Qaeda a la justicia y prevenir el surgimiento de otras redes terroristas. Estos objetivos debían lograrse por medio de sanciones económicas y militares contra los Estados percibidos como albergar a terroristas y aumentar la vigilancia mundial y el intercambio de inteligencia. Pocas horas después de los ataques del 11 de septiembre, el secretario de Defensa Rumsfeld especuló sobre la posible participación de Saddam Hussein y ordenó a sus ayudantes hacer planes para golpear a Irak; Aunque infundada, la asociación contribuyó a la aceptación pública de la invasión de Irak en 2003. La segunda operación más grande de la Guerra Global contra el Terrorismo de Estados Unidos fuera de los Estados Unidos, y la más grande directamente relacionada con el terrorismo, fue la derrota de los talibanes desde Afganistán, por una coalición liderada por Estados Unidos.

### Americanos musulmanes
En una Declaración Conjunta de la Alianza Musulmana Americana, el Consejo Musulmán Americano, la Asociación de Científicos e Ingenieros Musulmanes, la Asociación de Científicos Sociales Musulmanes, el Consejo de Relaciones Americanos-Islámicas, la Asociación Médica Islámica de Norteamérica, el Círculo Islámico de Norteamérica, América del Norte, el Ministerio del Imán W. Deen Mohammed, la Sociedad Americana Musulmana y el Consejo de Asuntos Públicos Musulmanes, declaró:

Los musulmanes estadounidenses condenan en su totalidad los actos de terrorismo crueles y cobardes contra civiles inocentes. Nos unimos a todos los estadounidenses para pedir la rápida aprehensión y castigo de los perpetradores. Ninguna causa política podría ser asistida por tales actos inmorales.

### Reacciones cristianas polémicas en Estados Unidos
Dos días después de los ataques, el programa de televisión cristiana The 700 Club, el evangelista de televisión Jerry Falwell calificó el evento como un castigo de Dios y echó la culpa a feministas, gais y lesbianas. Que ayudaron a que esto sucediera. Pat Robertson estuvo de acuerdo con las declaraciones. Ambos evangelistas fueron atacados por el presidente George W. Bush por sus declaraciones, y posteriormente Falwell se disculpó.

## Mundo occidental
Después de los ataques, muchos gobiernos y organizaciones del mundo occidental expresaron su conmoción y simpatía y apoyaron los crecientes esfuerzos para combatir el terrorismo. Entre ellos:
- Australia: El primer ministro australiano, John Howard, estuvo en Washington D. C. en la mañana de los ataques e invocó el Tratado ANZUS, diciendo que demostraba "el firme compromiso de Australia de trabajar con Estados Unidos".
- Austria: campanas de las iglesias resonaron al unísono.
- Bélgica: Cientos de personas se unieron para formar una cadena humana mostrando solidaridad frente al World Trade Center de Bruselas.
- Bulgaria: La gente se reunió en las plazas de la ciudad para encender velas y orar.
- Canadá: La operación Yellow Ribbon fue iniciada por Transports Canada y Nav Canada en respuesta al primer avión que golpeó el primer World Trade Center, permitiendo que todos los vuelos comerciales que ingresan a los Estados Unidos aterrizen en aeropuertos canadienses y permanezcan allí. El primer ministro Jean Chretien dijo de los ataques: "Es imposible comprender completamente el mal que habría conjurado tal asalto cobarde y depravado contra miles de personas inocentes.
- Croacia: Muchos escolares de Dubrovnik tomaron tiempo para observar un momento de silencio y declararon el Día Nacional de Luto.
- República Checa: Se declaró el Día Nacional del Luto.
- Finlandia: Los autobuses y otros medios de transporte público se detuvieron para rendir homenaje a las víctimas de los ataques.
- Francia: El periódico francés Le Monde publicó una primera página titulada "Nous sommes tous Américains", o "We are all Americans". Después de los ataques, el entonces presidente francés Jacques Chirac publicó una declaración: "Es con gran emoción que Francia ha aprendido de estos monstruosos ataques -no hay otra palabra- que hayan afectado recientemente a los Estados Unidos de América y en estas terribles circunstancias , Todo el pueblo francés, quiero decir aquí, está al lado del pueblo estadounidense, Francia expresa su amistad y solidaridad en esta tragedia. Por supuesto, le aseguro al Presidente George W. Bush mi apoyo total. Condena sin reservas el terrorismo y considera que debemos luchar contra el terrorismo por todos los medios ".
- Alemania: El canciller Gerhard Schröder describió los ataques como "una declaración de guerra contra el mundo civilizado". Las autoridades instaron a Frankfurt, la capital financiera del país, a cerrar todos sus principales rascacielos. El nuevo Museo Judío de Berlín canceló su apertura pública. En Berlín 200.000 alemanes marcharon para mostrar su solidaridad con Estados Unidos. Tres días después de los atentados, la tripulación del destructor alemán Lütjens manejó los rieles mientras se acercaban al destructor estadounidense USS Winston S. Churchill, mostrando una bandera americana y un letrero que decía "We Stand By You".
- Grecia: El primer ministro griego Costas Simitis expresó su consternación por los ataques contra Estados Unidos. Citando "Grecia condena, de manera más categórica, estos horribles actos y esperamos que los culpables sean localizados y llevados ante la justicia inmediatamente". Muchos ciudadanos griegos llamaron a la embajada de los Estados Unidos para ofrecer su apoyo y expresar su indignación por los ataques. La seguridad también se incrementó en las embajadas estadounidenses y otras embajadas europeas en Atenas. El candidato de la oposición Kostas Karamanlis estaba en los Estados Unidos en ese momento, asistiendo a la apertura de un Departamento de Estudios Griegos en la Universidad Tufts en Boston. Karamanlis también condenó los ataques.
- Groenlandia: La gente se reunió en Nuuk, y otras plazas de la ciudad para encender velas y ofrecer oraciones.
- Hungría: Los bomberos ataron cintas negras a sus camiones en honor de las víctimas.
- Irlanda: El 14 de septiembre se celebró un Día Nacional de Luto y una misa de recuerdo celebrada el 12 de septiembre de 2001; Irlanda fue uno de los pocos países en celebrar un día de servicio. Taoiseach Bertie Ahern y la presidenta Mary McAleese estuvieron presentes.
- Italia: los pilotos de carreras que se preparaban para el Gran Premio de Italia silenciaron sus motores por respeto a las víctimas de los ataques.
- Nueva Zelanda: La primera ministra de Nueva Zelanda, Helen Clark, declaró: "Es el tipo de cosas que el peor escenario de la película no soñaría", y un New Zealand Herald DigiPoll reveló que después de los ataques, dos tercios de los neozelandeses apoyaron una promesa de tropas NZ A Afganistán.
- En 2003, Nueva Zelandia comenzó a administrar un "Fondo de Seguridad del Pacífico" a las naciones vulnerables de la región del Pacífico con el objetivo de asegurar y prevenir el terrorismo de entrar en la región, hay un fondo anual de NZD$3 millones que es pagado por el Ministerio de Relaciones Exteriores de Nueva Zelandia (MFAT) y se utiliza para prestar apoyo a los países insulares del Pacífico.
- Noruega: Los tranvías y los autobuses también se detuvieron en Noruega por respeto.
- Polonia: Bomberos y otros trabajadores de rescate profesionales sonaron sus sirenas de vehículos, dejando suelto un gemido colectivo una cálida tarde. Muchos polacos también expresaron su simpatía al encender cientos de velas frente a la embajada de los Estados Unidos en Varsovia.
- Suecia: Los tranvías y los autobuses de Suecia se detuvieron por respeto a las víctimas.
- Reino Unido: Fuerzas de seguridad británicas en todo el mundo fueron puestos en alerta máxima. El primer ministro británico, Tony Blair, prometió que Gran Bretaña estaría "al lado de los Estados Unidos" En la lucha contra el terrorismo. La reina Isabel expresó "una creciente incredulidad y un shock total". En Londres, el himno nacional de los E. fue jugado en el cambio de la guardia en el palacio de Buckingham bajo órdenes de su majestad, y el tráfico en el centro comercial se detuvo durante el tributo. En la Catedral de St. Paul se celebró un Servicio de Recuerdo, al que asistieron la Reina, el Príncipe de Gales, el primer ministro Tony Blair, el embajador de Estados Unidos William Farish y una congregación de miles dentro y fuera de la catedral.

## Mundo musulmán
Casi todos los líderes políticos y religiosos musulmanes condenaron los ataques. Los dirigentes que denunciaron con vehemencia los ataques incluyeron a los líderes de Egipto (Hosni Mubarak), la Autoridad Palestina (Yasser Arafat), Libia (Muammar Gaddafi), Siria (Bashar al-Assad), Irán (Mohamed Khatami) y Pakistán (Pervez Musharraf). La única excepción fue Irak, cuando el entonces presidente Saddam Hussein, dijo: "los vaqueros estadounidenses están cosechando el fruto de sus crímenes contra la humanidad". Posteriormente, Saddam ofrecería simpatía a los estadounidenses muertos en los ataques.

## Resto del mundo
- Brasil: Río de Janeiro puso carteles que mostraban la famosa estatua del Cristo Redentor que abarca el horizonte de la ciudad de Nueva York.
- Birmania: El gobierno de Birmania envió una carta a las Naciones Unidas el 30 de noviembre de 2002, en la que destacaba su compromiso con todos los esfuerzos de lucha contra el terrorismo. El gobierno birmano declaró su oposición al terrorismo y declaró que los funcionarios gubernamentales no permitirían que el país fuera utilizado como refugio o lugar para la planificación y ejecución de actos terroristas.
- China: El presidente Jiang Zemin dijo que estaba "sorprendido" y envió sus condolencias al presidente Bush, mientras que el Ministerio de Relaciones Exteriores dijo que China "se oponía a todo tipo" de terrorismo. En Beijing, decenas de miles de personas visitaron la embajada de los Estados Unidos, dejando flores, tarjetas, coronas fúnebres y notas de condolencia escritas a mano en la acera de enfrente.
- Cuba: Su gobierno expresó su dolor y solidaridad con su adversario de largo tiempo y ofreció instalaciones médicas y aéreas para ayudar.
- Etiopía: los etíopes ofrecieron sus oraciones.
- Irán: el imán Ali Jamenei condenó el ataque terrorista y cualquier otra actividad terrorista.[1]
- India: India declaró alerta en la mayoría de sus principales ciudades y transmitió "las más profundas simpatías" a los Estados Unidos y condenó los ataques. Los niños en el país grabaron los letreros que decían: "Esto es un ataque contra todos nosotros".
- Israel: Al día siguiente de los ataques del 11 de septiembre, el primer ministro israelí Ariel Sharon condenó los ataques e instó al mundo a combatir el terrorismo y declaró un día nacional de duelo en solidaridad con Estados Unidos. Para conmemorar y honrar a las víctimas de los ataques terroristas, el 9/11 Living Memorial Plaza, un cenotafio diseñado por Eliezer Weishoff, fue construido en Ramot, Jerusalén.
- Japón: El primer ministro japonés Junichiro Koizumi dijo: "Este acto de violencia ultrajante y vicioso contra Estados Unidos es imperdonable". En todas las instalaciones militares de los Estados Unidos se ordenaron precauciones especiales de seguridad.
- Kenia: El pueblo maasai de un pueblo de Kenia dio 14 vacas para ayudar y apoyar a los Estados Unidos después de los ataques.
- Laos: El gobierno de Laos ha declarado que condena todas las formas de terrorismo y apoya la guerra global contra el terrorismo. Su banco nacional, el Banco de Laos, ha emitido órdenes para congelar activos terroristas e instruyó a los bancos a localizar y apoderarse de esos activos, creyendo que el país todavía tarda en ratificar las convenciones internacionales contra el terrorismo.
- México: El gobierno mexicano aumentó su seguridad, causando enormes atascos de tráfico en la frontera de Estados Unidos y funcionarios dijeron que estaban considerando cerrar toda la frontera. El Presidente Vicente Fox expresó "solidaridad y nuestras más profundas condolencias".
- Mongolia: Representante Permanente de Mongolia Emb. J. Enkhsaikhan condenó los ataques, llamándolos "bárbaros" y "abominables", y afirmó: "La comunidad mundial no sólo condenó enérgicamente estos actos bárbaros y reiteró su determinación de combatir todas las manifestaciones de terrorismo".
- Corea del Norte: Un portavoz del Ministerio de Relaciones Exteriores de Corea del Norte en Pionyang fue citado por la agencia estatal de noticias KCNA diciendo: "El muy lamentable y trágico incidente le recuerda una vez más la gravedad del terrorismo. Se opone a todas las formas de terrorismo y cualquier apoyo a ella ... y esta postura permanecerá sin cambios ".
- Filipinas: La presidenta de Filipinas, Gloria Macapagal-Arroyo, envió una carta al presidente Bush asegurando la seguridad de las instalaciones estadounidenses en Filipinas. Dijo que "nada puede describir el horror y el horror de toda la humanidad ante los actos inimaginables de terror infligido a los Estados Unidos". Agregó que el pueblo filipino extiende sus condolencias a todas las víctimas de los ataques. Arroyo también ordenó al consulado filipino en Nueva York buscar y confirmar las bajas filipinas de los ataques. Filipinas desde entonces ha ofrecido asistencia médica para las fuerzas de la coalición, la autorización de sobrevuelo general, y los derechos de aterrizaje de los aviones estadounidenses involucrados en la Operación Libertad Duradera, así como el Congreso de Filipinas comenzó a pasar la Ley Anti-Lavado de Dinero de 2001 el 29 de septiembre.
- Rusia: las tropas rusas se pusieron en alerta en respuesta a los ataques. El presidente Vladímir Putin celebró una reunión de emergencia de funcionarios de seguridad y dijo que apoyaba una respuesta dura a estos "actos bárbaros". También informó a Condoleezza Rice por teléfono que toda hostilidad preexistente entre los dos países sería puesta a un lado mientras Estados Unidos lidiaba con la tragedia. En Moscú, las mujeres que no hablaban inglés y nunca habían estado en América fueron capturadas en la película sollozando frente a un tributo improvisado en una acera. Además, las estaciones de televisión y radio se callaron para conmemorar a los muertos.
- Singapur: El primer ministro Goh Chok Tong condenó los ataques y prometió apoyo a las operaciones antiterroristas lideradas por Estados Unidos. Tras los ataques, el gobierno de Singapur comenzó a investigar una posible célula terrorista dentro de sus fronteras.
- Sudáfrica: El presidente sudafricano detuvo todas las emisiones y quedó en soledad el resto del día después de ofrecer apoyo financiero a los Estados Unidos.
- Corea del Sur: Inmediatamente después de los ataques, el presidente de Corea del Sur, Kim Dae-jung, instruyó a todos los ministerios disponibles para evaluar la situación y garantizar la seguridad de todos los ciudadanos surcoreanos que viven en las regiones afectadas. Posteriormente ofreció sus condolencias, afirmando que "le gustaría transmitir nuestras más sinceras condolencias y simpatías a la gente de América por su tremenda pérdida y el dolor y el sufrimiento que sufren debido al ataque terrorista". También expresó su apoyo al presidente Bush y los Estados Unidos, y ofreció su pleno apoyo y asistencia. Corea del Sur también ha fortalecido su legislación e instituciones nacionales para combatir el apoyo financiero al terrorismo, incluida la creación de una unidad de inteligencia financiera.
- Taiwán: El presidente taiwanés Chen Shui-bian dijo que Taiwán "apoyará plenamente el espíritu y la determinación de la campaña antiterrorista, así como todas las medidas efectivas y sustantivas que se puedan adoptar" y anunció que respetaría plenamente las 12 Naciones Unidas Contra el terrorismo, aunque no sea miembro de las Naciones Unidas. El país reforzó las leyes sobre lavado de dinero y el derecho de procedimientos penales poco después de los ataques.
- Tailandia: El primer ministro Thaksin Shinawatra condenó los ataques y dijo que su país apoyaría a Estados Unidos en la coalición internacional para combatir el terrorismo. Los líderes del gobierno tailandés también condenaron los ataques y prometieron cooperar en los esfuerzos de lucha contra el terrorismo entre las agencias tailandesas y estadounidenses, comprometidos con la firma de todas las convenciones de las Naciones Unidas contra el terrorismo.
- Ucrania: Inmediatamente declaró su solidaridad con los Estados Unidos, y ofreció apoyo moral, técnico y militar en la medida de su infraestructura. El parlamento ucraniano aprobó tres resoluciones a favor de ayudar a los Estados Unidos después de los ataques. El congresista Bob Schaffer expresó su gratitud hacia Ucrania y su postura sobre el terrorismo, diciendo "la condena de Ucrania al terrorismo internacional, su apoyo muy apreciado en la guerra contra el terrorismo, sus duras leyes recientemente promulgadas para combatir el terrorismo y su compromiso de luchar al lado de Los Estados Unidos y sus aliados para la sociedad civil y la democracia demuestran el papel que Ucrania y su pueblo tienen la intención de desempeñar en la democracia emergente".
- Vietnam: Los líderes vietnamitas simpatizaron con Estados Unidos y condenaron el terrorismo en los días posteriores a los ataques, pero también condenaron cualquier "represalia exagerada" estadounidense como los ataques aéreos estadounidenses en Kabul, Afganistán, apoyando una resolución a la situación de Afganistán bajo los auspicios de los Estados Unidos Naciones. El país, junto con sus vecinos de Laos y Birmania, ha firmado un acuerdo para combatir el terrorismo internacional.

## Organizaciones no gubernamentales
- Unión Europea: Los ministros de Exteriores europeos programaron una rara reunión de emergencia el día siguiente de los ataques para discutir una respuesta conjunta, ya que los funcionarios expresaron su solidaridad con Estados Unidos. El comisionado de relaciones exteriores, Chris Patten, calificó los ataques de "trabajo de loco".
- La OTAN celebró una reunión de emergencia de los embajadores de la alianza en Bruselas. El secretario general, Lord Robertson, prometió a Estados Unidos que podía confiar en sus aliados en América del Norte y Europa para su ayuda y apoyo, y prometió que los responsables no saldrían con la suya.
- Naciones Unidas: Los miembros del Consejo de Seguridad de las Naciones Unidas condenaron los ataques y aprobaron la resolución 1368 (2001), mediante la cual se declararon dispuestos a tomar todas las medidas necesarias para responder a los ataques del 11 de septiembre y combatir todas las formas de terrorismo, responsabilidades. El entonces secretario general de las Naciones Unidas, Kofi Annan, dijo: "Todos estamos traumatizados por esta terrible tragedia".

### Otras organizaciones musulmanas
El renombrado estudioso musulmán Yusuf al-Qaradawi denunció los ataques y asesinatos no provocados de miles de civiles estadounidenses como un "crimen atroz" e instó a los musulmanes a donar sangre a las víctimas. Sin embargo, criticó la "política sesgada hacia Estados Unidos" de Estados Unidos y también pidió a los musulmanes que "se concentren en hacer frente directamente al enemigo de ocupación" dentro de los territorios palestinos. El presunto mentor espiritual de Hezbollah y el clérigo libanés Shia Mohammed Hussein Fadlallah condenaron los ataques.
Ahmed Yassin, líder espiritual de Hamás, declaró: "No estamos preparados para mover nuestra lucha fuera de la tierra palestina ocupada, no estamos preparados para abrir frentes internacionales, por mucho que criticemos la injusta posición americana". Yassin también afirmó: "Sin duda esto es un resultado de la injusticia que los Estados Unidos ejercen contra los débiles en el mundo".
Hezbollah condenó el ataque contra civiles en los ataques del 11 de septiembre.
El movimiento saharaui de liberación nacional Frente Polisario condenó los "ataques criminales contra el World Trade Center y el Pentágono en Estados Unidos y, en particular, contra civiles inocentes e indefensos".
Los sondeos tomados varios años después por Al Arabiya y Gallup sugieren un poco de apoyo a los ataques del 11 de septiembre en el mundo islámico, el 38% creían que los ataques no están justificados, mientras que el 36% creían que están justificados cuando los saudíes fueron encuestados en 2011. Otro estudio de 2008, producido por Gallup, encontró que el 7% de la muestra de musulmanes encuestados creían que los ataques del 11 de septiembre estaban "completamente" justificados.